# Karl Berghof
Karl Berghof (* 1881; † 1967) war ein deutscher Bildhauer und Designer.
Berghof begann schon 1896 mit einem Bildhauerstudium, das er in Berlin abschloss. Daran schloss sich eine Lehre als Silberschmied an, die er bei August Offterdinger in Hanau absolvierte. Von 1902 bis 1905 entwarf er Produkte für die Silberwarenfabrik H. M. Wilkens & Söhne in Bremen. Dann wechselte er nach Krefeld zu Kayserzinn. Nach seinem Ausscheiden aus dieser Firma arbeitete er in der Krefelder Seidenindustrie.